# 铝宾

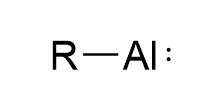
铝宾的结构通式

铝宾是一类具有孤对电子的单配位铝原子的一价铝化合物。由于铝宾有两个未占据轨道，它们严格来说不是卡宾的铝类似物。
相比于更重的硼族元素，一价铝的稳定性较差，其反应活性更强。第一个被分离出的一价铝化合物为五甲基环戊二烯基铝(I)（(AlCp*)4），它在固态以四聚体的形式存在，在溶液中解离为单体。之后，Roesky合成了双配位的铝(I)与含氮杂环的化合物，类似于铝基Arduengo卡宾。尽管在此之后一价铝有了较多研究，但直至2020年未被路易斯碱稳定的铝宾才被合成出来。